# Comuna Oriv, Skole
Oriv (în ucraineană Орів) este o comună în raionul Skole, regiunea Liov, Ucraina, formată din satele Oriv (reședința) și Zîmivka.

## Demografie
Componența lingvistică a comunei Oriv
     Ucraineană (99,59%)
     Alte limbi (0,41%)
Conform recensământului din 2001, majoritatea populației comunei Oriv era vorbitoare de ucraineană (99,59%), existând în minoritate și vorbitori de alte limbi.